# Проблиски надії
Проблиски надії (англ. Hope Floats) — американська мелодрама 1998 року.

## Сюжет
Коли красуня Берді Прюітт бере участь у телевізійному ток-шоу, вона і не підозрює, який жах чекає її. Перед включеною кінокамерою вона несподівано дізнається, що у її чоловіка зв'язок з її найкращою подругою. Здається ідеальне життя Берді зруйновано. Глибоко розчарована, вона зі своєю маленькою дочкою їде у Смітвіль, щоб знайти розраду у своєї матері. Звичайно ж, колишня королева краси, що залишилася тепер ні з чим — ласий шматочок для маленьких техаських містечок. Однак, коли вона знову зустрічає свого старого друга і шанувальника Джастіна, їй стає зрозуміло, що вона нарешті повинна взяти себе в руки.

## У ролях
- Сандра Буллок — Берді Прюїтт
- Гаррі Коннік мол. — Джастін Матісс
- Джина Роулендс — Рамона Калверт
- Мей Вітман — Берніс Прюїтт
- Майкл Паре — Білл Прюїтт
- Камерон Фінлі — Тревіс
- Кеті Неджимі — Тоні Пост
- Білл Коббс — медсестра
- Конні Рей — Боббі-Клер
- Мона Лі Фульц — учитель
- Сідні Беррі — Орандж Джулія
- Рейчел Сноу — Велика Долорес
- Крістіна Стояновіч — Крістен
- Алісса Елбан — Деббі Рейсен
- Ді Хенніган — Дот
- Марта Лонг — офіціантка
- Норман Беннетт — містер Девіс
- Джеймс Н. Харрелл — Гаррі Калверт
- Кріс Дрюі — учитель
- Мізон Вілі — молодий чоловік на танцях
- Тіса Хіббс — Сьюзі
- Арт Тамез — бармен
- Жанетт Ши — капітан волейбольної команди
- Тара Прайс — молода Берді
- Річард Ненсі — священик

в титрах не зазначені
- Розанна Аркетт — Конні Філліпс
- Бекка Лі Джеллман — студент 1
- Річард Філліпс — танцівник
- Анджела Рамбург — співрозмовник Тоні Пост
- Марк Рікард — глядач
- Пілар Волш — продюсер ток-шоу